# Кампо Сан Армандо (Наволато)
Кампо Сан Армандо (шп. Campo San Armando) насеље је у Мексику у савезној држави Синалоа у општини Наволато. Насеље се налази на надморској висини од 20 м.

## Становништво
Према подацима из 2010. године у насељу су живела 4 становника.

### Хронологија
| Година       | 2005            | 2010 |
| ------------ | --------------- | ---- |
| Становништво | 429 (230 / 199) | 4    |

### Попис
| # | Индикатор                     | Вредност |
| - | ----------------------------- | -------- |
| 1 | Укупно домаћинстава           | 160      |
| 2 | Укупно насељених домаћинстава | 2        |
| 3 | Величина локације             | 1        |